# لستر مورگان
لستر مورگان (انگلیسی: Lester Morgan؛ ۲ مهٔ ۱۹۷۶ – ۱ نوامبر ۲۰۰۲) یک بازیکن فوتبال اهل کاستاریکا بود.